# Gliese 667 Cf
Gliese 667 Cf est une planète en orbite de l'étoile Gliese 667 C, au sein du système Gliese 667 située dans la constellation du Scorpion. Elle est l'une des trois planètes situées dans la zone habitable.